# Nigers herrlandslag i volleyboll
Nigers herrlandslag i volleyboll representerar Niger i volleyboll på herrsidan. Laget har deltagit i afrikanska mästerskapet två gånger.

### Fotnoter
1. ↑  ”Volleyball, Africa: African Championship 2021 Standings - Soccerstand.com” (på engelska). https://www.soccerstand.com/volleyball/africa/african-championship-2021/standings/#/EysMt5sA/draw. Läst 1 november 2023.